# Jan Kokla
Jan Kokla (Tallinn, 29 maggio 1997) è un ex calciatore estone, di ruolo centrocampista.

## Carriera

### Club
Inizia a giocare a calcio nel Nõmme United, squadra di Nõmme, sobborgo di Tallinn, sua città natale, militante in II Liiga, quarta serie estone. Fa il suo esordio a 16 anni, il 17 luglio 2013, nel 2º turno di Coppa d'Estonia, in casa contro l'Haiba, sfida vinta per 7-1 nella quale gioca da titolare. Gioca un'altra partita in Coppa, prima di passare a gennaio 2014 al Flora Tallinn, che lo inserisce nella sua seconda squadra, in Esiliiga, seconda serie dell'Estonia. Gioca la sua prima gara il 9 marzo, rimanendo in campo 90 minuti nella seconda giornata di campionato, persa 4-2 sul campo del Levadia Tallinn 2. Contro lo stesso avversario, il 17 settembre, nella quarta e ultima sfida fra le due compagini in campionato mette a segno il primo gol, quello del definitivo 3-0 al 50'. Il 13 luglio 2015 debutta in prima squadra, giocando titolare nel 4-0 di campionato in trasferta contro il Viljandi. Il 20 ottobre dello stesso anno realizza la prima rete, quella del 16-0 al 75' nella goleada per 17-0 sul JK Retro negli ottavi di finale di Coppa estone.

### Nazionale
Inizia a giocare con le Nazionali giovanili estoni a 15 anni, nel 2012, quando gioca due amichevoli con l'Under-16. Nello stesso anno passa in Under-17, disputando 9 gare con 1 gol fino al 2013. Nel 2014 fa due apparizioni con l'Under-18. Fra 2014 e 2015 gioca 11 volte con l'Under-19, di cui 3 nelle qualificazioni all'Europeo di categoria 2016, segnando 1 gol. Il 15 novembre 2015 fa il suo esordio in Under-21, giocando titolare nella vittoria per 2-1 in trasferta a Serravalle contro San Marino, nelle qualificazioni all'Europeo 2017. Il 17 gennaio 2016 segna la prima rete, realizzando il definitivo 2-1 all'89' in un'amichevole a San Pietroburgo contro la Lettonia. Il 1º giugno dello stesso anno debutta in Nazionale maggiore, restando in campo 90 minuti nella vittoria per 2-0 in amichevole in casa a Tallinn contro Andorra.

## Statistiche

### Presenze e reti nei club
Statistiche aggiornate al 10 febbraio 2017.
| Stagione                | Squadra                 | Campionato              | Campionato | Campionato | Coppe nazionali | Coppe nazionali | Coppe nazionali | Coppe continentali | Coppe continentali | Coppe continentali | Altre coppe | Altre coppe | Altre coppe | Totale | Totale | Totale |
| Stagione                | Squadra                 | Comp                    | Pres       | Reti       | Comp            | Pres            | Reti            | Comp               | Pres               | Reti               | Comp        | Pres        | Reti        | Pres   | Reti   |        |
| ----------------------- | ----------------------- | ----------------------- | ---------- | ---------- | --------------- | --------------- | --------------- | ------------------ | ------------------ | ------------------ | ----------- | ----------- | ----------- | ------ | ------ | ------ |
| 2013                    | Nõmme United            | IIL                     | 0          | 0          | EK+EK           | 0+2             | 0+0             | -                  | -                  | -                  | -           | -           | -           | 2      | 0      |        |
| 2014                    | Flora Tallinn II        | EL                      | 30         | 1          | EK+EK           | 0+3             | 0+1             | -                  | -                  | -                  | -           | -           | -           | 33     | 2      |        |
| 2015                    | Flora Tallinn II        | EL                      | 19         | 2          | EK+EK           | 2+0             | 0+0             | -                  | -                  | -                  | -           | -           | -           | 21     | 2      |        |
| 2015                    | Flora Tallinn           | ML                      | 9          | 0          | EK+EK           | 0+3             | 0+1             | UEL                | 0                  | 0                  | -           | -           | -           | 12     | 1      |        |
| 2016                    | Flora Tallinn II        | EL                      | 2          | 0          | EK+EK           | 0+0             | 0+0             | -                  | -                  | -                  | -           | -           | -           | 2      | 0      |        |
| Totale Flora Tallinn II | Totale Flora Tallinn II | Totale Flora Tallinn II | 51         | 3          | -               | 5               | 1               | -                  | -                  | -                  | -           | -           | -           | 56     | 4      |        |
| 2016                    | Flora Tallinn           | ML                      | 12         | 0          | EK+EK           | 1+0             | 0+0             | UCL                | 2                  | 0                  | ES          | 1           | 0           | 16     | 0      |        |
| Totale Flora Tallinn    | Totale Flora Tallinn    | Totale Flora Tallinn    | 21         | 0          | -               | 4               | 1               | -                  | 2                  | 0                  | -           | 1           | 0           | 28     | 1      |        |
| Totale carriera         | Totale carriera         | Totale carriera         | 72         | 3          | -               | 11              | 2               | -                  | 2                  | 0                  | -           | 1           | 0           | 86     | 5      |        |

### Cronologia presenze e reti in nazionale
| Cronologia completa delle presenze e delle reti in nazionale ― Estonia | Cronologia completa delle presenze e delle reti in nazionale ― Estonia | Cronologia completa delle presenze e delle reti in nazionale ― Estonia | Cronologia completa delle presenze e delle reti in nazionale ― Estonia | Cronologia completa delle presenze e delle reti in nazionale ― Estonia | Cronologia completa delle presenze e delle reti in nazionale ― Estonia | Cronologia completa delle presenze e delle reti in nazionale ― Estonia | Cronologia completa delle presenze e delle reti in nazionale ― Estonia |
| Data                                                                   | Città                                                                  | In casa                                                                | Risultato                                                              | Ospiti                                                                 | Competizione                                                           | Reti                                                                   | Note                                                                   |
| ---------------------------------------------------------------------- | ---------------------------------------------------------------------- | ---------------------------------------------------------------------- | ---------------------------------------------------------------------- | ---------------------------------------------------------------------- | ---------------------------------------------------------------------- | ---------------------------------------------------------------------- | ---------------------------------------------------------------------- |
| 1-6-2016                                                               | Tallinn                                                                | Estonia                                                                | 2 – 0                                                                  | Andorra                                                                | Amichevole                                                             | -                                                                      |                                                                        |
| Totale                                                                 |                                                                        | Presenze                                                               | 1                                                                      |                                                                        | Reti                                                                   | 0                                                                      |                                                                        |

| Cronologia completa delle presenze e delle reti in nazionale ― Estonia under 21 | Cronologia completa delle presenze e delle reti in nazionale ― Estonia under 21 | Cronologia completa delle presenze e delle reti in nazionale ― Estonia under 21 | Cronologia completa delle presenze e delle reti in nazionale ― Estonia under 21 | Cronologia completa delle presenze e delle reti in nazionale ― Estonia under 21 | Cronologia completa delle presenze e delle reti in nazionale ― Estonia under 21 | Cronologia completa delle presenze e delle reti in nazionale ― Estonia under 21 | Cronologia completa delle presenze e delle reti in nazionale ― Estonia under 21 |
| Data                                                                            | Città                                                                           | In casa                                                                         | Risultato                                                                       | Ospiti                                                                          | Competizione                                                                    | Reti                                                                            | Note                                                                            |
| ------------------------------------------------------------------------------- | ------------------------------------------------------------------------------- | ------------------------------------------------------------------------------- | ------------------------------------------------------------------------------- | ------------------------------------------------------------------------------- | ------------------------------------------------------------------------------- | ------------------------------------------------------------------------------- | ------------------------------------------------------------------------------- |
| 15-11-2015                                                                      | Serravalle                                                                      | San Marino under 21                                                             | 1 – 2                                                                           | Estonia under 21                                                                | Qual. Europeo Under-21 2017                                                     | -                                                                               | 65’                                                                             |
| 17-1-2016                                                                       | San Pietroburgo                                                                 | Lettonia under 21                                                               | 1 – 2                                                                           | Estonia under 21                                                                | Amichevole                                                                      | 1                                                                               |                                                                                 |
| 19-1-2016                                                                       | San Pietroburgo                                                                 | Tagikistan under 21                                                             | 1 – 4                                                                           | Estonia under 21                                                                | Amichevole                                                                      | -                                                                               | 67’                                                                             |
| 21-1-2016                                                                       | San Pietroburgo                                                                 | Estonia under 21                                                                | 1 – 2                                                                           | Russia under 21                                                                 | Amichevole                                                                      | -                                                                               | 73’                                                                             |
| 23-1-2016                                                                       | San Pietroburgo                                                                 | Kirghizistan under 21                                                           | 1 – 4                                                                           | Estonia under 21                                                                | Amichevole                                                                      | -                                                                               | 60’                                                                             |
| 28-3-2016                                                                       | Zaprešić                                                                        | Croazia under 21                                                                | 2 – 1                                                                           | Estonia under 21                                                                | Qual. Europeo Under-21 2017                                                     | -                                                                               |                                                                                 |
| Totale                                                                          |                                                                                 | Presenze                                                                        | 6                                                                               |                                                                                 | Reti                                                                            | 1                                                                               |                                                                                 |

## Palmarès

### Club

#### Competizioni nazionali
- Esiliiga: 2

Flora Tallinn II: 2014, 2015
- Campionato estone: 1

Flora Tallinn: 2015
- Supercoppa d'Estonia: 1

Flora Tallinn: 2016
- Coppa d'Estonia: 1

Flora Tallinn: 2015-2016